# Ауэр, Григор
Григор Ауэр (фин. Grigor Auer, при рождении Григо́рий Дми́триевич Проко́фьев; 16 января 1882, Питкерандо, Сальмисский уезд, Выборгская губерния — 20 декабря 1967, Хельсинки) — российский и финский художник-пейзажист и реставратор живописи карельского происхождения, ученик и последователь Ильи Репина. Писал пейзажи, натюрморты; много работал в технике акварели.

## Биография
Родился 6 февраля 1882 года в деревне Питкерандо Выборгской губернии Великого княжества Финляндского (ныне город Питкяранта, районный центр в Республике Карелия), в семье карельского православного крестьянина Дмитрия Прокопиевича Прокопиева (Прокофьева; 1842—1904) и его жены Марии Степановны, в девичестве Каннинен (1846—1915). Из их 11 детей выжили пятеро, три дочери и два сына.
Учился в Питкярантской народной школе, однако закончил только три класса. В 1897 году в возрасте 15 лет он был отправлен в Петербург к брату Прохору, который был старше Григория на 11 лет, дабы «помогать в лавке» и определяться в жизни. Прохор с детства хотел стать художником и отправился получать профессиональное образование и работать в Гельсингфорс, но вскоре, понял, что дух предпринимательства в нём сильнее художественного таланта, и перебрался в Петербург, где стал успешным торговцем произведениями искусства и антиквариатом и открыл художественный салон. Кроме того, Прохор, сменил имя и фамилию на более звучные, став Робертом Аэуром. Слово ауэр (фин. auer) в переводе с финского означает «дымка, марево». Новая фамилия могла быть данью набиравшему силу финскому национальному самосознанию, или связана с любовью братьев к красивым пейзажам, или же обусловлена удобством иметь короткую и красивую фамилию. Вслед за ним фамилию сменил и Григорий. Имя он менять не стал, лишь видоизменив его на Григор или Грегор.
В Петербурге он поступил в подготовительный класс рисовальной школы при Императорском обществе поощрения художеств, после чего предпринял неудачную попытку поступить в Императорскую Академию художеств, а затем уехал в Валаамский монастырь, где в иконописной мастерской работал его дядя. Трудился в иконописной мастерской, исполнял и обновлял стенные росписи. Однако в марте 1902 года, получив наказание за нарушение монастырского устава, он покидает монастырь.
В 1903 году совершает путешествие по югу России, что находит отражение в его многочисленных пейзажных зарисовках. В том же году он переезжает в Хельсинки и поступает в выпускной класс школы рисования Атенеум при Финском объединении художников, однако в феврале 1904 году он был отчислен из школы за ненадлежащее поведение. Тогда Ауэр возвращается в Петербург и начинает посещать занятия в Академии художеств в качестве вольнослушателя. Среди преподавателей академии был Илья Репин, у которого Григорий Ауэр брал частные уроки. Другим учителем Ауэра был Станислав Жуковский. Также он испытывает влияние творчества Исаака Левитана.
В 1905 году Ауэр женится на Надежде Николаевне Чистяковой, происходившей из купеческого рода. Весной-летом того же года вместе с братом совершил первую поездку в Италию.
Осенью 1905 года дебютировал на Выставке финляндских художников в Хельсинки. В 1906—1916 годы участвовал в ежегодных «Осенних выставках» в Санкт-Петербурге, которые проводил его брат сначала в Пассаже на Невском Проспекте, 48, затем по другим адресам, а также в выставках Товарищества художников и Императорского общества русских акварелистов.
В 1907 году окончил обучение. Поскольку его доходов от продаж картин не хватало для содержания семьи, в 1908—1911 годы Ауэр работал хранителем в Эрмитаже. В эти годы он тесно общается с Исааком Бродским, Игнатием Крачковским, Николаем Рерихом, Николаем Харитоновым. B 1912 году Ауэр получает звание художника.
В эти годы каждое лето он подолгу бывал в родной Питкяранте. На берегу Ладоги были построены пристань для лодок, мостки для рисования и изба для ночлега. В 1913 году на острове Ламмассаари началось строительство большей летней дачи-ателье, которая была названа «Вилла Тойво» (фин. toivo — надежда).
После провозглашения независимости Финляндии его родные места отошли к новообразованному государству. После этого он и его семья больше не возвращались в Петроград.
В 1919 году становится членом Финляндского общества художников и возобновляет участие в групповых выставках.
В 1919—1921 годы работал хранителем в Национальном музее Финляндии в Хельсинки, проявив себя как способного реставратора картин.
В 1922 году возвращается в Питкяранту, где в весенне-летний период занимался живописью, а осенью и зимой предпринимал поездки по стране для организации выставок и продажи полотен.
В первые послевоенные годы Григор Ауэр жил у своих дочерей: сначала у Евгении в Северной Карелии, затем у Зинаиды в Эспоо.
С началом советско-финской войны семья Ауэров, вместе со всем окрестным населением, была эвакуирована вглубь Финляндии. Жил у родственников. Когда в 1941 году финские войска вновь заняли эти территории, Ауэр, вернувшись на Ламмассаари, увидел, что вилла сильно пострадала, а около 130 картин и коллекция икон была уничтожена. Летом 1944 года началось наступление советских войск. Вилла «Надежда» была разрушена при бомбёжке, а овдовевший Ауэр с детьми навсегда покинул родные места.
В 1955 году женился на учительнице пения Эстер Каатриа (1905—1988). С 1956 года супруги жили в Хельсинки.
В 1962 году состоялась его последняя прижизненная выставка. Скончался 20 декабря 1967 года. Похоронен на православном кладбище в Хельсинки в районе Лапинлахти.

## Память и наследие
Большое Собрание работ художника находится в коллекции его правнука Антти Куусимяки, который является не только хранителем, но и пропагандистом творчества своего прадеда. Им неоднократно устраивались выставки художника, выпущены альбомы его работ с аннотациями на русском и финском языках. Большое собрание работ также хранится в Художественном музее города Йоэнсуу.
В 2013 году Музее изобразительных искусств Карелии состоялась выставка «Григор Ауэр. Возвращение в Россию», для которой Антти Куусимяки собрал картины из музеев изобразительных искусств городов Йоэнсуу и Куопио и из пятнадцати частных коллекций. До этого Ауэр был в России почти неизвестен. Он не только не выставлялся после революции, но даже в частных собраниях не было его картин